# Episodi di Una pallottola nel cuore
La serie televisiva Una pallottola nel cuore va in onda su Rai 1 a partire da ottobre 2014 e sono state prodotte tre stagioni.
La prima stagione, composta da 4 episodi, è stata trasmessa dal 27 ottobre al 10 novembre 2014.
La seconda, sempre di 4 episodi, è andata in onda nell'aprile 2016. La terza stagione, composta da 6 episodi, è stata trasmessa dall'11 settembre al 16 ottobre 2018.
| Stagione | Titolo italiano            | Prima TV Italia   |
| -------- | -------------------------- | ----------------- |
| 1        | La maga di Piazza Navona   | 27 ottobre 2014   |
| 1        | La ragazza del parco       | 3 novembre 2014   |
| 1        | Il passato che ritorna     | 9 novembre 2014   |
| 1        | Il vero e il falso         | 10 novembre 2014  |
| 2        | Lettere dal passato        | 5 aprile 2016     |
| 2        | Delitto sul fiume          | 12 aprile 2016    |
| 2        | Era mia madre              | 19 aprile 2016    |
| 2        | La pallottola nel cuore    | 26 aprile 2016    |
| 3        | Il rogo di Casal di Pietra | 11 settembre 2018 |
| 3        | Il passato che non passa   | 18 settembre 2018 |
| 3        | La maledizione di Mitra    | 25 settembre 2018 |
| 3        | La notte degli errori      | 2 ottobre 2018    |
| 3        | Bestie feroci              | 9 ottobre 2018    |
| 3        | Il giustiziere             | 16 ottobre 2018   |

Tutti gli episodi sono stati diretti da Luca Manfredi.

## Prima stagione

### La maga di Piazza Navona

#### Trama
Romolo Burri esce dalla prigione dopo diciotto anni, accusato dell'omicidio della moglie Serena, famosa cartomante. Ma Romolo si dice innocente e chiede a Bruno di scoprire la verità, permettendogli di poter tornare a parlare con il figlio Maurizio. Il protagonista, così, inizia a indagare, scoprendo che l'omicidio della donna ha dei risvolti che ai tempi non furono seguiti dalle indagini. Questo caso lo porta a capire che ci sono tante vicende non risolte che necessitano di una verità, motivo per cui decide di posticipare la pensione e continuare a lavorare.
- Ascolti: telespettatori 6 184 000 - share 23,28%[2]

### La ragazza del parco

#### Trama
La madre di Alice, una ragazza trovata morta in un parco la notte di Capodanno del 2000, decide di rivolgersi a Bruno per riaprire il caso della figlia. La ragazza era fidanzata con un giovane avvocato, figlio del titolare di un noto studio legale, il quale viene subito sospettato dell'omicidio e fermato. Il padre del giovane, insieme al suo socio, inducono il giovane a mentire sulla ragazza per salvarsi la reputazione e, corrompendo una portiera d'albergo, fanno emergere dal processo che Alice fosse una escort. Il giovane avvocato però, anche a distanza di 14 anni, è pieno di rimorsi e Bruno lo capisce. Ben presto si affiderà a lui e gli consegnerà la verità che consente al giornalista di scrivere un articolo per riabilitare la memoria di Alice. Ma resta ancora da scoprire il colpevole. Grazie all'esperta attività di indagine, affiancato dalla figlia Maddalena e dal fidato Fiocchi, Bruno riesce a capire che l'assassino era il socio del padre del giovane avvocato che si era invaghito di Alice. La sera di Capodanno, approfittando della pioggia, le aveva proposto un passaggio in macchina e aveva poi tentato di violentarla e, al tentativo di opporsi, l'aveva uccisa.
- Ascolti: telespettatori 5 469 000 - share 20,77%[3]

### Il passato che ritorna

#### Trama
Donata Farinelli, titolare di un'agenzia matrimoniale, si risveglia dopo quattro anni di coma. In prigione, con l'accusa di tentato omicidio di Donata, c'è Lea Baldini, sua socia, che si è sempre dichiarata innocente e, sotto richiesta del marito, Bruno comincia a indagare e scopre che il marito di Donata, Gabriele, attualmente convivente con una donna di nome Livia, aveva con lei una relazione da prima dell'aggressione a Donata. Bruno continua a indagare e scopre che l'aggressore è un cliente dell'agenzia, che seduceva e truffava altre clienti. Donata, grazie al racconto di una vittima di quest'uomo, lo aveva scoperto, aveva chiamato Lea per raccontarle tutto, ma l'aggressore è arrivato prima e l'ha colpita.
- Ascolti: telespettatori 5 338 000 - share 21,55%[4]

### Il vero e il falso

#### Trama
Maddalena trova un caso interessante su cui poter scrivere il suo primo articolo. Si tratta di un pezzo su un incendio divampato all'interno di un laboratorio di restauro: il fuoco ha distrutto l'attività e causato la morte del suo proprietario, Roberto Grassi. Maddalena raccoglie il materiale necessario alla stesura dell'articolo e si imbatte in un volto familiare: è quello di Violante, una ragazza di sua conoscenza. Cercando di fare chiarezza, la giornalista scopre che Violante studiava all'Accademia di Belle Arti insieme a Luca, il suo ex fidanzato deceduto per overdose, a un'altra ragazza, allo stesso Roberto, tutti sotto la guida del professor Federici. Nel frattempo, le analisi della scientifica attestano che l'incendio è stato di tipo doloso. Quando viene fuori che Luca dipingeva dei falsi d'autore, Bruno capisce che la storia è molto più complessa di quanto potesse sembrare all'inizio e che dietro il drammatico evento si celano segreti e bugie. Insieme a Maddalena, il cronista scava nel passato di tutti i soggetti coinvolti, alla ricerca della verità.
- Ascolti: telespettatori 5 921 000 - share 21,99%[5]

## Seconda stagione

### Lettere dal passato
Cinecittà, la fabbrica italiana dei sogni. La storia di un'attrice che rimase vittima della sua bellezza, morendo proprio mentre la sua carriera era in piena ascesa, e di suo figlio che non si è mai del tutto ripreso dal dolore provato per questa perdita. Inizialmente Bruno indaga sul compagno della donna, che era violento, ma dopo si confronta con un fan che gli fa capire che la morte dell'attrice è stato un terribile incidente: il figlio, che aveva visto la madre aggredita dal suo fan, per cercare di aiutarla aveva sparato, ma invece dell'uomo aveva colpito la madre. Lo shock è stato talmente forte che gli ha fatto dimenticare quel trauma provocandogli il DPTS. Per proteggere il ragazzo dall'opinione pubblica Bruno, in accordo con il commissario, decide di non scrivere un articolo.  
- Ascolti: telespettatori 6 186 000 - share 24,78%

### Delitto sul fiume
Le sponde del Tevere, dove le veloci barche dei canottieri scivolano silenziose all'alba. E un circolo nautico esclusivo, dove anni fa è stato commesso un efferato delitto. Per quel delitto un ex atleta è ancora in carcere.
- Ascolti: telespettatori 5 684 000 - share 22,93%

### Era mia madre
Il mondo dell'industria agroalimentare di altissima qualità, intrecciato alle complicazioni dell'immigrazione dall'Est Europa. La rampolla di una famiglia di industriali è stata uccisa qualche anno fa e la sua bella cameriera ucraina è ancora in prigione, accusata dell'omicidio. 
- Ascolti: telespettatori 5 215 000 - share 21,24%

### La pallottola nel cuore
Un importante liceo romano. L'amore, la crescita, la scuola, le feste, i social network, il bullismo. Un professore di ginnastica molto popolare tra le sue alunne è in prigione per l'omicidio di una sua allieva.
- Ascolti: telespettatori 5 856 000 - share 23,27%

## Terza stagione

### Il rogo di Casal di Pietra
Sono passati cinque anni dal giorno in cui Bruno si è liberato dalla pallottola che aveva nel cuore. Nella redazione del quotidiano in cui per anni si è occupato di cronaca nera arriva, a gran sorpresa, sua figlia Maddalena col ruolo di vice-direttore. La donna si trasferisce nella capitale assieme a suo figlio Michele per la gioia di Bruno, contento di avere figlia e nipote di nuovo nella sua città. Ma la felicità familiare dura poco perché Enrico Vella, ex di Maddalena e ora vice-questore, viene trovato morto in circostanze misteriose.
- Ascolti: telespettatori: 4 310 000 - share: 20,83%

### Il passato che non passa
L'omicidio di Enrico è un colpo tremendo per tutti, in particolar modo per sua figlia Francesca e anche Maddalena, che con lui in passato aveva avuto una relazione, non riesce a darsi pace. A Roma arriva anche la madre dell'uomo: Veronica, avvocatessa decisa a far luce su quanto accaduto a suo figlio. Tutti, a partire da Bruno, si mettono così ad indagare su ogni possibile pista per scoprire la verità sul loro amico.
- Ascolti: telespettatori: 4 022 000 - share: 17,51%

### La maledizione di Mitra
Nel Mitreo romano del complesso archeologico di Sutri, è stata assassinata una giovane e ambiziosa archeologa. Il cronista di nera più navigato del grande quotidiano della Capitale è chiamato ad occuparsi del caso. Parallelamente Bruno, con il sostegno di sua figlia Maddalena e di tutta la redazione, cerca di far luce sulla morte di Enrico, l'amico commissario ucciso in circostanze misteriose . In loro aiuto accorre anche la madre della vittima, Veronica, di professione avvocato. A coordinare le indagini è il vicequestore Angelo Sartori, anche lui vuole assicurare alla giustizia il colpevole. Ma le prime informazioni che arrivano su Enrico lasciano tutti senza parole. Scavando nel passato si scopre che il poliziotto aveva una seconda vita. 
- Ascolti: telespettatori: 3 831 000 - share: 16,54%

### La notte degli errori
Le scoperte sulla doppia vita di Enrico gettano nello sconforto Bruno e Maddalena, ma l'istinto del vecchio giornalista gli dice che qualcosa non quadra. Forse, qualcuno sta tentando d'infangare la memoria del poliziotto per sviare le indagini. 
- Ascolti: telespettatori: 3 805 000 - share: 16,31%

### Bestie feroci
Le indagini su Enrico vanno avanti incessantemente, Bruno è sempre più convinto che la verità sia sempre più vicina e la chiave si trovi proprio tra gli amici e i colleghi del poliziotto. Ma Bruno non ha solo questo a cui pensare: suo nipote Michele, infatti, si sta cacciando in una serie di guai molto pericolosi.
- Ascolti: telespettatori: 4 033 000 - share: 17,28%

### Il giustiziere
Bruno è sempre più convinto che l'assassino di Enrico sia qualcuno molto vicino a lui, qualcuno capace di farlo cadere in un tranello, e infine di ucciderlo. Mentre investiga su alcuni vecchi delitti, Bruno si ritrova, suo malgrado, a passare da indagatore a indagato, con l'accusa di omicidio. Ma non è tutto. Nell'ombra, l'assassino di Enrico trama per uccidere anche lui, magari proprio mentre è in prigione.
- Ascolti: telespettatori: 4 357 000 - share: 19,07%